# Louise de Belgique (2004)
Pour les articles homonymes, voir Louise de Belgique (homonymie).
Louise de Saxe-Cobourg,, princesse de Belgique, née le 6 février 2004 à Woluwe-Saint-Lambert, est le premier enfant et l'unique fille du prince Laurent de Belgique et de son épouse Claire Coombs, et la nièce de l'actuel roi Philippe.
Elle est seizième dans l'ordre de succession au trône de Belgique.

## Biographie
Louise Sophie Mary est née le 6 février 2004 à 21h à Woluwe-Saint-Lambert, à sa naissance, elle mesurait 54 cm et pesait 3,42 kg. Elle est le premier enfant du prince Laurent de Belgique et de son épouse Claire Coombs ainsi que la petite-fille du roi Albert II. Elle a des frères jumeaux, les princes Nicolas et Aymeric, nés le 13 décembre 2005.
Sa marraine est la princesse Margaretha de Luxembourg. Son père souhaitait lui choisir pour parrain le prince Reza Pahlavi, fils aîné du dernier chah d'Iran, mais d'après le droit canon, les personnes de confession musulmane ne sont pas éligibles pour être parrain ou marraine d'un enfant de confession catholique romaine. Le baptême est célébré par le père Gilbert.
En 2025, elle a terminé ses études « Liberal Arts and Sciences » à l'Université de Maastricht, aux Pays-Bas et s'apprête à rentrer dans la vie active.